# 黑龙江省森林植物园
黑龙江省森林植物园位于黑龙江省哈尔滨市市区南部香坊区哈平路105号，占地面积136公顷，是中国寒温带森林植物种质资源的迁地保护、保存、引种驯化基地，中国东北地区重要的林业科研、科普教育基地以及优良用材、观赏及经济植物的推广和示范基地。黑龙江省森林植物园成立于1958年，1992年被原国家林业部批准为“哈尔滨国家森林公园”，也是国内唯一处于城市市区的国家级森林公园。园区分为建有树木标本园、药用植物园、郁金香园、珍稀濒危植物园、五谷认知园、紫杉园等等17个植物专类园。

## 历史
- 该园始建于1958年，前身为任家桥苗圃。
- 1978年以后改隶黑龙江省科学院自然资源研究所。
- 1981年划归黑龙江省营林局管理，成为中国寒温带森林植物资源保存的集中地。
- 1988年6月1日，经黑龙江省林业厅批准正式对外开放。
- 1992年9月，被中华人民共和国林业部正式批准为哈尔滨国家森林公园。
- 2002年4月28日开始进行大规模闭园改造，并于2003年6月1日重新对外开放。[2]